# Rivière Preston
La rivière Preston est un cours d'eau de la réserve faunique de Papineau-Labelle, au Québec, au Canada. La rivière traverse quatre territoires municipaux :
- La Macaza, MRC Antoine-Labelle, dans la région administrative des Laurentides ;
- Nominingue, MRC Antoine-Labelle, dans la région administrative des Laurentides ;
- La Minerve (Québec) de la MRC des Laurentides, dans la région administrative des Laurentides ;
- Duhamel, dans la municipalité régionale de comté (MRC) de Papineau, dans la région administrative de l'Outaouais.

## Géographie
La rivière Preston prend ses sources au sud-est du Petit lac Nominingue et du lac Blanc, dans la réserve faunique de Papineau-Labelle dans la région administrative des Laurentides. Le plan d'eau de tête du bassin versant de la rivière Preston est le lac Jaune (longueur : 0,8 km ; altitude : 349 m). Un sommet de montagne culmine à 399 m à une distance de 0,7 km au nord du lac Jaune. Les bassins versants voisins sont ceux du lac aux Bois Francs (du côté est), du lac Noir du côté ouest ainsi que des lacs Barrière et Desert (du côté sud).
Parcours de la rivière en aval du lac Jaune (segment de 10,7 km)
À partir de l'embouchure du lac Jaune, la courant de la rivière Preston coule sur :
- 1,9 km vers l'ouest, jusqu'à la rive est du lac Noir (situé dans la municipalité de Nominingue ;
- 0,9 km vers le sud-ouest, en traversant le lac Noir (longueur : 1,7 km ; altitude : 281 m). Le lac Noir s'approvionne du côté ouest de la décharge du lac Renaud et du lac Blanc. Le lac Noir est situé au sud du lac Blanc, lequel se déverse dans le Petit lac Nominingue ;
- 1,2 km vers le sud, jusqu'au Petit lac Noir, lequel reçoit du côté est la décharge de six petits lacs qui sont entourés de marais ;
- 0,6 km vers le sud-ouest, en traversant le Petit lac Noir (altitude : 278 m) dont l'embouchure est au sud-ouest du lac ;
- 0,8 km vers le sud, jusqu'à l'embouchure du lac Boivin (longueur : 1 km dans le sens nord-sud ; altitude : 277 m), que le courant traverse dans la partie sud sur 0,4 km ;
- 0,4 km vers le sud un traversant un marais, jusqu'à la décharge du lac Landry (altitude : 285 m), venant du sud. Il s'agit d'un lac de marais ;
- 2,2 km vers l'ouest en traversant deux zones de marais, jusqu'à la rive est d'un lac (longueur : 0,7 km dans le sens nord-sud ; altitude : 256 m) étroit formé sur la longueur ;
- 1,0 km vers le sud jusqu'à la rive nord du lac Croche (longueur : 2,4 km ; altitude : 251 m) ;
- 1,7 km vers le sud en traversant le lac Croche le long de la rive est du lac, jusqu'à l'embouchure situé au sud du lac. Le lac Croche est situé à la limite nord de la municipalité de La Minerve.

Parcours de la rivière en aval du lac Croche (segment de 12,4 km)
À partir de l'embouchure du lac Croche, la rivière Preston coule vers le sud sur :
- 0,7 km vers le sud jusqu'à l'embouchure du lac Jumeaux (celui de l'est) que le courant traverse sur 220 m soit sa pleine longueur ;
- 340 m vers le sud-est jusqu'au lac-Équerre ;
- 3,1 km vers le sud-est, puis vers le sud-ouest, en traversant le lac Équerre (altitude : 240 m) sur sa pleine longueur jusqu'à son embouchure situé au sud du lac ;
- 340 m vers le sud, jusqu'à la rive-nord d'une grande baie du lac Casavant (altitude : 234 m) ;
- 2,7 km vers l'ouest, puis vers le sud, en traversant le lac Casavant, jusqu'au barrage situé à l'embouchure à l'extrême sud du lac ;
- 1,5 km vers le sud-ouest, jusqu'à la rive nord du lac La Minerve ;
- 2,1 km vers le sud, en traversant le lac La Minerve (largeur maximale : 0,6 km ; altitude : 222 m) jusqu'à son embouchure qui se déverse le lac aux Castors. La rive ouest du lac La Minerve constitue un segment de la limite ouest de la municipalité de La Minerve ;
- 1,6 km vers le sud, en traversant le lac aux Castors, jusqu'à son embouchure située au sud du lac.

Parcours de la rivière en aval du lac aux Castors (segment de 14,3 km)
À partir de l'embouchure du lac aux Castors, le courant coule sur :
- 3,7 km (dont 1 km vers l'ouest, 1,1 km vers le sud et 1,6 km vers le sud-est) pour aller se déverser sur la rive nord du Petit lac du Rat Musqué ;
- 0,4 km vers le sud en traversant le lac Rat Musqué sur sa pleine longueur ;
- 0,5 km vers le sud pour aller se déverser sur la rive nord du lac de la Grange ;
- 2,1 km vers le sud en traversant le lac de la Grange sur sa pleine longueur ;
- 280 m vers le sud, pour aller se déverser sur la rive nord du lac Preston ;
- 7,3 km vers le sud en traversant le lac Preston.

Parcours de la rivière en aval du lac Preston (segment de 3,5 km)
À partir de l'embouchure du lac Preston, la rivière Preston coule sur :
- 0,4 km vers le sud pour traverser un petit lac sans nom (longueur : 380 m ; altitude : 212 m) qui se décharge du côté sud-est ;
- 100 m vers l'est jusqu'au barrage érigé à l'embouchure ;
- 450 m vers le sud pour aller traverser sur 440 m le lac Robiza (long de 550 m ; altitude : 209 m) vers le sud ;
- 250 m vers le sud pour rejoindre le Petit lac Preston (long de 4,2 km ; altitude : 208 m) que le courant traverse sur 3,8 km vers le sud ;
- 2,3 km vers le sud-est pour aller se déverser dans la rivière de la Petite Nation (altitude : 208 m) dans la municipalité de Duhamel à 0,7 km de son embouchure où elle se déverse dans le lac Simon (altitude : 208 m). Cette rivière est un affluent de la rivière des Outaouais[2].

## Toponymie
Le toponyme rivière Preston a été officialisé le 5 décembre 1968 à la Banque des noms de lieux de la Commission de toponymie du Québec.